# Norwegian Wood (romanzo)
Norwegian Wood (ノルウェイの森?, Noruwei no mori) è un romanzo di Haruki Murakami del 1987, espressamente basato sul racconto Hotaru (La lucciola) di cinque anni prima. In Italia è stato pubblicato anche col titolo Tokyo Blues. Murakami definisce Noruwei no mori un romanzo d'amore «molto personale» e lo dedica ai suoi amici «che sono morti e a quelli che restano».

## Genesi
Murakami ha iniziato a scrivere il romanzo Norwegian Wood «il 21 dicembre 1986 in una villa di Mykonos», per poi soggiornare brevemente in Sicilia e finirlo «il 27 marzo 1987 in un appartamento alla periferia di Roma» (nel quartiere Prenestino). Ad Atene scrisse «in una taverna terribilmente rumorosa» ascoltando sul walkman Sgt. Pepper's Lonely Hearts Club Band «a dir poco duecento volte».

## Trama
Il romanzo è un lungo flashback, narrato in prima persona dal protagonista Watanabe Tōru. Su un aereo atterrato ad Amburgo, al suono di Norwegian Wood dei Beatles, Watanabe ricorda con precisione un fatto avvenuto diciotto anni prima e che ha segnato la sua giovinezza: l'incontro con Naoko, la fidanzata di Kizuki, il suo unico amico, morto suicida pochi mesi prima.
Il ricordo di Naoko sarà lo spunto per ripercorrere i difficili anni dell'università, la vita in collegio, l'amicizia con Nagasawa, ragazzo spregiudicato e controverso, l'amore impossibile per la stessa Naoko, poi ricoverata in un istituto psichiatrico, e quello per Midori, compagna di corso all'università con una vita provata da lutti familiari.
Come sottolineato dai tumulti nelle università, che forniscono un riferimento temporale, la vicenda è ambientata alla fine degli anni sessanta, tra il 1968 e il 1970. Watanabe, che rimarrà estraneo alle occupazioni delle università e ai propositi rivoluzionari, affronta un percorso di dolore e crescita personale, che lo porterà alla consapevolezza che la morte non è l'antitesi della vita, bensì una sua parte intrinseca.

## Personaggi
- Tōru Watanabe: è il protagonista e il narratore del romanzo. È uno studente appassionato di letteratura americana e avrà due importanti relazioni amorose con Naoko e Midori.
- Naoko: è una ragazza molto bella ma emotivamente debole, anche a causa di alcune vicende sfortunate che ha dovuto affrontare come i suicidi della sorella e del fidanzato Kizuki.
- Kizuki: è il miglior amico di Tōru alle scuole superiori ed è fidanzato con Naoko. A 17 anni si toglie la vita.
- Midori Kobayashi: è una vivace e vulcanica compagna di corso di Tōru. Assieme alla sorella aiuta il padre a portare avanti un piccolo negozio di libri. È fidanzata ma si avvicinerà molto a Tōru.
- Momoko Kobayashi: è la sorella di Midori.
- Reiko Ishida: è un’insegnante di musica che vive assieme a Naoko durante la loro permanenza presso un centro di igiene mentale. Nonostante abbia avuto dei problemi in passato, è sostanzialmente guarita e aiuta Naoko e Tōru nella loro relazione. È stata sposata ed è madre di una bambina.
- Nagasawa: è uno studente di diplomazia internazionale presso l'Università di Tokyo. Diventa amico di Tōru quando casualmente scopre di condividere con lui la passione per la letteratura americana (in particolare per il romanzo Il grande Gatsby). È un ragazzo spregiudicato ma carismatico e che ha molto successo con le ragazze.
- Hatsumi: è la fidanzata di Nagasawa. Nonostante questi la tradisca continuamente, lei soffre in silenzio e continua la loro relazione.
- "Sturmtruppen": è il compagno di stanza di Tōru che studia cartografia. Ossessionato dalla pulizia e dalla forma fisica, offre una notevole quantità di buffi aneddoti che Tōru racconta in svariate occasioni per divertire i suoi interlocutori. Un giorno sparisce di punto in bianco senza lasciare tracce.

## Luoghi
- L'appartamento di Naoko è a Kokubunji.
- La libreria Kobayashi è nei pressi della stazione di Ōtsuka.
- L'appartamento di Tōru si trova nella periferia di Kichijōji.
- L'istituto psichiatrico immerso nei boschi dei monti sopra a Kyoto.
- I quartieri della vita notturna alla periferia di Tokyo.

## Trasposizione cinematografica
Dal libro è stato tratto l'omonimo film del 2010, diretto da Tran Anh Hung e interpretato da Rinko Kikuchi e Ken'ichi Matsuyama, che ha partecipato alla mostra del Cinema di Venezia.

## Curiosità
- Midori in giapponese significa verde mentre la parola momo presente nel nome proprio Momoko sta per pesca. Ivi lo scambio fra Midori e Tōru e l'annotazione del traduttore a p. 67 dell'edizione Giulio Einaudi Editore, 2006.
- Il titolo originale Noruwei no mori, è la traduzione in giapponese di Norwegian Wood. In realtà questa traduzione è fallace, poiché nella canzone dei Beatles il termine wood sta ad indicare il legno e non un ipotetico bosco. L'errore è tuttavia rimasto imponendosi come la traduzione ufficiale in giapponese del titolo della canzone dei Fab Four.

## Edizione italiana
In Italia, il romanzo è stato pubblicato nel 1993 da Feltrinelli con il titolo di Tokyo Blues. Einaudi ha curato una nuova edizione, con un'introduzione di Giorgio Amitrano, pubblicata con il titolo originale nella sua traduzione inglese.

## Edizioni
- Haruki Murakami, Tokyo blues, norwegian wood, traduzione di Giorgio Amitrano, Feltrinelli, 1993, ISBN 978-88-07-70045-3.
- Haruki Murakami, Tokyo blues, norwegian wood, traduzione di Giorgio Amitrano, Feltrinelli, 1997, ISBN 978-88-07-81304-7.
- Haruki Murakami, Norwegian Wood - Tokyo Blues, traduzione di Giorgio Amitrano, Einaudi, 2006, ISBN 978-88-06-18315-8.